# SDS-PAGE

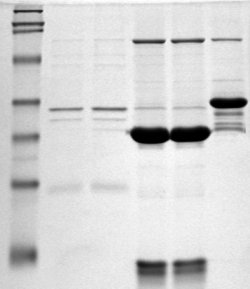
SDS-PAGE.

SDS-polyakrylamidelektrofores, SDS-PAGE, är en teknik för att separera proteiner efter storlek utifrån deras elektroforesrörlighet men inte vilka specifika aminosyror som ingår. SDS-polyakrylamidelektrofores används ofta i biokemi, kriminalteknik, genetik och molekylärbiologi. 

## SDS
SDS, natriumlaurylsulfat (C12H25NaO4S), är en anjonisk tensid. I fast form är det ett salt med en organisk sulfatanjon som består av en 12-kolkedja som är bunden till en sulfatgrupp. SDS används i SDS-PAGE för att denaturera proteiner till enskilda polypeptider genom att SDS förhindrar nästan alla icke-kovalenta interaktioner i proteinerna. För att hindra bildningen av disulfidbindningar tillsätts även exempelvis merkaptoetanol. På detta sätt får proteinerna endast primärstruktur, inte sekundär-, tertiär- eller kvartärstruktur. Proteinmolekylernas form kommer därför inte att påverka separationen.
Proteinblandningen värms för att SDS ska lägga sig runt polypeptiden. Således blir polypeptider efter behandling en stavliknande struktur som har en enhetlig laddningsdensitet, dvs samma negativa laddning per längdenhet. Dessa proteiners mobilitet kommer att vara en linjär funktion av logaritmerna för deras molekylmassa.

## PAGE
PAGE, eller polyakrylamidgelelektrofores, är en miljö som gör att olika stora proteiner förflyttas med olika hastighet. Miljön är polyakrylamid, vilket är en polymer av akrylamidmonomerer. När polymeren bildas blir det en gel. En elektrisk spänning mellan gelens sidor gör att de negativt laddade proteinerna dras mot den positiva sidan. Proteinerna har olika hastighet i gelen; stora proteiner flyttar långsammare än mindre proteiner.

### Förberedning av akrylamidgelen
Lösningarna som kommer att bilda gelen består huvudsakligen av akrylamid, bisakrylamid, SDS och en tris-Cl-buffert med ett anpassat pH-värde. Gas avlägsnas från lösningarna med hjälp av vakuumtryck för att motverka luftbubblor under polymerisationen. Ammoniumpersulfat och TEMED tillförs när gelen ska polymeriseras. 
Gelen görs i två skikt med olika polyakrylamidkoncentration och pH, separationsgelen (med hög koncentration) och stackinggelen. Först polymeriseras separationsgelen. Därefter hälls ett tunt lager av isopropanol på för att ge separationsgelen en plan yta. Sedan hälls stackinggellösningen på och en slags kam läggs på under polymerisationen för att skapa små ingångar i gelen där proverna sedan tillförs.

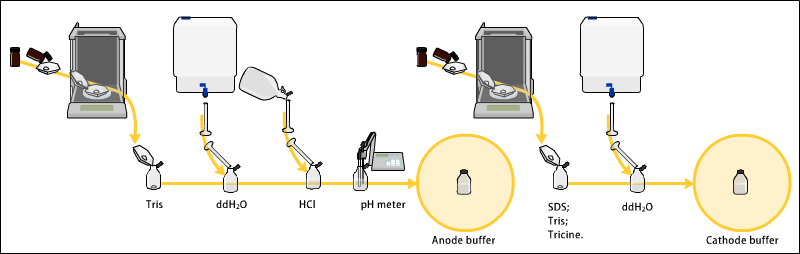
Anod- och katodbuffertarna förbereds.

### Elektrofores
Se även gelelektrofores.
Anod- och katodbuffertarna förbereds. Katodbufferten sätts i den negativt laddade elektriska kammaren och anodbufferten läggs i den positivt laddade elektriska kammaren. När buffertarna är upphällda läggs proverna av de denaturerade proteinerna ner i de små gliporna från kammen i stack-gelen med hjälp av en Hamiltonspruta. Avslutande kopplas apparaten till en strömkälla för att påbörja elektroforesen.
Ett elektriskt fält skapas emellan anoden och katoden vilket får de negativt laddade partiklarna (molekyler och joner) att färdas genom gelen mot anoden. Proteinerna kommer att färdas i olika hastigheter beroende på molekylmassa och längd då separationsgelens porer retarderar hastigheten på de större molekylerna. Hastigheten för molekylernas färd påverkas även av styrkan på det elektriska fältet, ett starkare elektriskt fält ger en högre hastighet. För hög styrka på det elektriska fältet bör undvikas.

## pH-värde och joner i bufferten
Glycinet från katoden tvingas in i stackinggelen på grund av sin negativa nettoladdning vid pH 8,3. När den väl trängt in i stackinggelen som har ett pH nära 7 antar de flesta zwitterjon-form och färdas väldigt långsamt.
När spänning tillförs färdas anjonerna och de negativt laddade molekylerna mot anoden. De främsta jonerna är Cl− med hög rörlighet och hög koncentration. De följande jonerna är glycinat. SDS-proteinerna förflyttar sig inte fritt emellan Cl−- och Gly−-jonerna vilket leder till att samtliga förflyttas in i separationsgelen.
Separationsgelen som har pH 8,8 återger glycinet sin negativa laddning vilket leder till att de börjar färdas med en hög hastighet igen, och därmed lämnar proteinerna bakom sig (men glycin försätter att färdas från anoden under hela processen, proteinerna kommer hela tiden att vara omgivna av glycin). Denna process gör det möjligt att få över alla proteinerna in i separationsgelen samtidigt utan några större besvär.

## Färgning
Det vanligaste preparatet för färgning är Coomassie Brilliant Blue R-250 (förkortat CBB). CBB är ett anjoniskt färgämne som binder till proteiner ospecifikt. Det används i regel i en metanollösning med ättiksyra. Syftet med färgning är att olika proteiner kommer att uppträda som olika band inuti gelen och tack vare färgning kan man detektera dessa band.
För att färga proteinerna i gelen läggs de ner i ovannämnda lösning som blandas lätt (oftast med hjälp av mekanisk skakning) under en bra tid. Gelen blir även färgad efter detta moment därför utförs samma mekanism med en likadan lösning som saknar färgämnet. Färgämnet från gelen tas då upp av lösningen men proteinerna behåller färgämnet.